# Dicliptera melleri
Dicliptera melleri är en akantusväxtart som beskrevs av Robert Allen Rolfe. Dicliptera melleri ingår i släktet Dicliptera och familjen akantusväxter. Inga underarter finns listade i Catalogue of Life.